# Sven Andrighetto
Sven Andrighetto (ur. 21 marca 1993 w Sumiswald) – szwajcarski hokeista, reprezentant Szwajcarii, dwukrotny olimpijczyk.
Jego ojciec Remo (ur. 1966) i brat Tobias (ur. 1991) także zostali hokeistami.

## Kariera
- ZSC Lions U15 (2006-2008)
- ZSC Lions U17 II (2006-2008)
- ZSC Lions U17 (2008-2010)
- ZSC Lions U17 II (2006-2008)
  -  GC Küsnacht U17 (2006/2007)
  -  ECH Dübendorf U20 (2008/2009)
- GCK Lions U20 (2009-2010)
- GC Küsnacht Lions (2010-2011)
  -  EHC Visp (2011)
- Rouyn-Noranda Huskies (2011-2013)
- Hamilton Bulldogs (2013-2015)
- Montreal Canadiens (2014-2017)
- St. John’s IceCaps (2015-2017)
- Colorado Avalanche (2017-2019)
- Awangard Omsk (2019-2020)
- ZSC Lions (2020-)

Wychowanek EHC Dübendorf. Karierę rozwijał w klubu ZSC Lions. W sezonie 2010/2011 grał w drugiej klasie rozgrywkowej National League B. Po jego zakończeniu w CHL Import Draft 2011 został wybrany przez kanadyjski klub Rouyn-Noranda Huskies. W jego barwach rozegrał następnie dwa sezony w juniorskiej lidze QMJHL. Tuż potem w NHL Entry Draft 2013 został wybrany przez kanadyjski klub Montreal Canadiens, z którym w połowie tego roku podpisał trzyletni kontrakt wstępujący. Od 2013 przez dwa sezony grał głównie w zespole farmerskim, Hamilton Bulldogs, w lidze AHL. Natomiast w barwach Montreal Canadiens występował równolegle od NHL od grudnia 2014. Potem od 2015 grał też jednocześnie w nowej farmie, St. John’s IceCaps, w AHL. Wiosną 2016 przedłużył kontrakt w Montrealu o rok. 1 marca 2017 ogłoszono jego transfer do Colorado Avalanche (w toku wymiany za Norwega Andreasa Martinsena), a w czerwcu 2017 prolongował umowę o dwa lata. W barwach Colorado grał do 2019, po czym w połowie tego roku został zawodnikiem Awangarda Omsk w rosyjskich rozgrywkach KHL. W połowie lipca 2020 został zakontraktowany przez macierzysty ZSC Lions, podpisując tam pięcioletni kontakt.
W barwach juniorskich reprezentacji kraju uczestniczył w turniejach mistrzostw świata do lat 18 edycji 2010, 2011, mistrzostw świata do lat 20 edycji 2012, 2013. W barwach reprezentacji seniorskiej uczestniczył w turniejach mistrzostw świata edycji 2016, 2018, 2019, 2021 oraz zimowych igrzysk olimpijskich 2022.

## Sukcesy
Reprezentacyjne
- Srebrny medal mistrzostw świata: 2018

Klubowe
- Złoty medal Nationalliga B: 2011 z EHC Visp

Indywidualne
- QMJHL (2011/2012):
  - Drugie miejsce w klasyfikacji strzelców wśród pierwszoroczniaków w sezonie zasadniczym: 36 goli[10]
  - Piąte miejsce w klasyfikacji asystentów wśród pierwszoroczniaków w sezonie zasadniczym: 38 asyst[11]
  - Trzecie miejsce w klasyfikacji kanadyjskiej wśród pierwszoroczniaków w sezonie zasadniczym: 74 punkty[12]
  - Skład gwiazd pierwszoroczniaków
- QMJHL (2011/2012):
  - Drugie miejsce w klasyfikacji asystentów w sezonie zasadniczym: 67 asyst[13]
  - Szóste miejsce w klasyfikacji kanadyjskiej w sezonie zasadniczym: 98 punktów[14]
  - Drugie miejsce w klasyfikacji asystentów w fazie play-off: 22 asysty[15]
  - Czwarte miejsce w klasyfikacji kanadyjskiej w fazie play-off: 30 punktów[16]
- Mistrzostwa Świata Juniorów w Hokeju na Lodzie 2013/Elita:
  - Trzecie miejsce w klasyfikacji strzelców turnieju: 5 goli[17]
- Mistrzostwa Świata w Hokeju na Lodzie 2016 (elita):
  - Jeden z trzech najlepszych zawodników reprezentacji w turnieju[18]
- Mistrzostwa Świata w Hokeju na Lodzie 2018 (elita):
  - Pierwsze miejsce w klasyfikacji minut kar w turnieju: 27 minut[19]
- National League (2020/2021):
  - Pierwsze miejsce w klasyfikacji strzelców w sezonie zasadniczym: 27 goli
  - Trzecie miejsce w klasyfikacji kanadyjskiej w sezonie zasadniczym: 55 punktów
  - Skład gwiazd sezonu
  - Skład szwajcarskich gwiazd sezonu